# シュトルーヴィーナ (小惑星)
シュトルーヴィーナ (768 Struveana) は、小惑星帯の小惑星である。クリミア半島にあるシメイズ天文台で、ロシアの天文学者グリゴリー・ネウイミンが発見した。
ドイツ、ロシアで代々天文学者として活躍したシュトルーベ一族（フリードリッヒ・フォン・シュトルーベ、オットー・ヴィルヘルム・シュトルーベ、ヘルマン・シュトルーベ）に因んで命名された。